# Serie del Volador
La Serie del Volador es una de las cumbres de la inventiva editorial en México. Joya de la corona del catálogo de Joaquín Mortiz, albergó a casi todos los escritores que dieron forma a la historia literaria nacional de la segunda mitad del siglo XX. Escrita en sensible clave personal, esta evocación recorre los hallazgos y el rigor editorial con que Joaquín Díez-Canedo perfiló esa colección.
Mejía, Eduardo (Mayo de 2005). «Vola Alto». Gaceta FCE. Archivado desde el original el 4 de marzo de 2016. Consultado el 29 de abril de 2015.

## Títulos de la Serie
| Número | Autor                       | Obra                                                                      | Género  | Fecha de publicación | Tiraje   | Premios                           |
| ------ | --------------------------- | ------------------------------------------------------------------------- | ------- | -------------------- | -------- | --------------------------------- |
| SV01   | Juan José Arreola           | La feria                                                                  | Novela  | 5/Nov/1963           | 4000 ej. |                                   |
| SV02   | André Breton                | Nadja                                                                     |         |                      |          |                                   |
| SV03   | Luisa Josefina Hernández    | Los palacios desiertos                                                    | Novela  | 30/Nov/1963          | 3000 ej. |                                   |
| SV04   | Sergio Galindo              | La comparsa                                                               | Novela  | 30/Mar/1964          | 3000 ej. |                                   |
| SV05   | Boeli van Leeuwen           | La piedra de tropiezo                                                     | Novela  | 30/Mar/1964          | 3000 ej. |                                   |
| SV06   | Agustín Yáñez               | Tres cuentos                                                              | Cuento  |                      |          |                                   |
| SV07   | Sergio Fernández            | En tela de juicio                                                         | Novela  | 10/Jul/1964          | 3000 ej. |                                   |
| SV08   | Günter Grass                | El gato y el ratón                                                        | Novela  |                      |          |                                   |
| SV09   | Juan García Ponce           | Figura de paja                                                            |         |                      |          |                                   |
| SV10   | Roberto Ruiz                | El último oasis                                                           | Novela  | 29/Jun/1964          | 2000 ej. |                                   |
| SV11   | Luis Guillermo Piazza       | El país más viejo del mundo                                               | Ensayo  | 10/Nov/1964          | 3000 ej. |                                   |
| SV12   | Archibaldo Burns            | En presencia de nadie                                                     | Novela  | 24/Nov/1964          | 3000 ej. |                                   |
| SV13   | Carlos Fuentes              | Cantar de ciegos                                                          |         |                      |          |                                   |
| SV14   | André Breton                | Los vasos comunicantes                                                    | Ensayo  | 22/Abr/1965          | 3150 ej. |                                   |
| SV15   | Ricardo Garibay             | Beber un cáliz                                                            | Novela  | 29/Abr/1965          | 3150 ej. |                                   |
| SV16   | Jorge Ibargüengoitia        | Los relámpagos de agosto                                                  | Novela  |                      |          |                                   |
| SV17   | Jorge López Páez            | Pepe Prida                                                                | Novela  | 21 de mayo de 1965   | 3150 ej. |                                   |
| SV18   | Octavio Paz                 | Cuadrivio                                                                 | Ensayo  | 15/Jul/1965          | 3150 ej. |                                   |
| SV19   | Armando Ayala Anguiano      | Unos cuántos días                                                         | Novela  | 12/Ago/1965          | 3150 ej. |                                   |
| SV20   | Emilio Carballido           | Las visitaciones del diablo (folletín romántico en XV actos)              | Novela  | 13/Ago/1965          | 3150 ej. |                                   |
| SV21   | William Styron              | La larga marcha                                                           | Novela  | 19/Ago/1965          | 3150 ej. |                                   |
| SV22   | Jerzy Andrzejewski          | Las puertas del paraíso                                                   | Novela  | 20/Ago/1965          | 3150 ej. |                                   |
| SV23   | Alfredo Leal Cortés         | Desde el río                                                              | Novela  | 31/Ago/1965          | 2100 ej. |                                   |
| SV24   | Jules Feiffer               | Harry es un perro con las mujeres                                         | Novela  | 20/Nov/1965          | 3150 ej. |                                   |
| SV25   | Gustavo Sainz               | Gazapo                                                                    | Novela  | 25/Nov/1965          | 3150 ej. |                                   |
| SV26   | Salvador Elizondo           | Farabeuf o la crónica de un instante                                      | Novela? | 30/Nov/1965          | 3150 ej  |                                   |
| SV27   | Alfonso Grosso              | El capirote                                                               | Novela  | 9/Abr/1966           | 3150 ej. |                                   |
| SV28   | Sergio Pitol                | Los climas                                                                | Cuento  | 15/Abr/1966          | 2100 ej. |                                   |
| SV29   | Carlos Solórzano            | Los falsos demonios                                                       |         |                      |          |                                   |
| SV30   | Manuel Azaña                | El jardín de los frailes                                                  |         |                      |          |                                   |
| SV31   | Tomás Mojarro               | Malafortuna                                                               | Novela  | 2/Jun/1966           | 3150 ej. |                                   |
| SV32   | Edmundo Valadés             | Las dualidades funestas                                                   |         |                      |          |                                   |
| SV33   | Samuel Beckett              | Cómo es                                                                   |         |                      |          |                                   |
| SV34   | José Agustín                | De perfil                                                                 | Novela  |                      |          |                                   |
| SV35   | Manuel Mejía Valera         | Un cuarto de conversación                                                 |         |                      |          |                                   |
| SV36   | Sadeq Hedayat               | La lechuza ciega                                                          | Novela  | 22/Sep/ 1966         | 3150 ej. |                                   |
| SV37   | Marco Antonio Montes de Oca | Las fuentes legendarias                                                   | Cuento  | 21/Nov/1966/         | 3150 ej. |                                   |
| SV38   | José Donoso                 | El lugar sin límites                                                      | Novela  |                      |          |                                   |
| SV39   | Vicente Leñero              | El garabato                                                               | Novela  |                      |          |                                   |
| SV40   | Jorge Arturo Ojeda          | Como la ciega mariposa                                                    |         |                      |          |                                   |
| SV41   | Jorge Ibargüengoitia        | La ley de Herodes                                                         | Cuento  |                      |          |                                   |
| SV42   | Agustín Yáñez               | Ojerosa y pintada                                                         |         |                      |          |                                   |
| SV43   | Jaime García Terrés         | Los infiernos del pensamiento                                             | Ensayo  | 12/Jul 1967          | 3100 ej. |                                   |
| SV44   | Carlos Droguett             | El compadre                                                               | Novela  | 26/Jul/1967          | 4200 ej. |                                   |
| SV45   | Luis Guillermo Piazza       | La mafia                                                                  | Novela  | 20/Ago1967           | 3150 ej  |                                   |
| SV46   | Octavio Paz                 | Claude Lévi-Strauss o el nuevo festín de Esopo                            | Ensayo  | 26/Sep/1967          | 4200 ej. |                                   |
| SV47   | Juan Larrea                 | Del surrealismo a Machupicchu                                             |         |                      |          |                                   |
| SV48   | Homero Aridjis              | Perséfone                                                                 |         |                      |          |                                   |
| SV49   | Luisa Josefina Hernández    | La memoria de Amadís                                                      |         |                      |          |                                   |
| SV50   | André Breton                | El amor loco                                                              |         |                      |          |                                   |
| SV51   | Severo Sarduy               | De donde son los cantantes                                                | Novela  |                      |          |                                   |
| SV52   | José Emilio Pacheco         | Morirás lejos                                                             | Novela  |                      |          |                                   |
| SV53   | Juan Tovar                  | El mar bajo la tierra                                                     |         |                      |          |                                   |
| SV54   | James Purdy                 | Comienza Cabot Wright                                                     | Novela  | 15/Ene/1968          | 4200 ej. |                                   |
| SV55   | Salvador Elizondo           | El hipogeo secreto                                                        | Novela  | 21/Ago/1968          | 3150 ej. |                                   |
| SV56   | Carlos Zéner                | La espiral                                                                | Novela  | 22/Ago/1968          | 3150 ej. |                                   |
| SV57   | Baica Dávalos               | Papeles de Abundo                                                         | Novela  | 28/Ago/1968          | 3150 ej. |                                   |
| SV58   | José Donoso                 | Este domingo                                                              | Novela  |                      |          |                                   |
| SV59   | Tana De Gámez               | El yugo y la estrella                                                     | Novela  | 28/Ago/1968          | 4000 ej. |                                   |
| SV60   | Agustí Bartra               | La luna muere con agua                                                    | Novela  | 18/Sep/1968          | 3150 ej. |                                   |
| SV61   | Juan García Ponce           | Desconsideraciones                                                        |         |                      |          |                                   |
| SV62   | Efraín Huerta               | Poesía 1935-1968                                                          | Poesía  | 25/Nov/1968          | 4000 ej. |                                   |
| SV63   | Ricardo Garibay             | Bellísima bahía                                                           | Novela  | --/Dic/1968          | 4000 ej. |                                   |
| SV64   | Juan Manuel Torres          | El viaje                                                                  | Novela  | 28/Abr/1969          | 3000 ej. |                                   |
| SV65   | Juan Goytisolo              | La isla                                                                   | Novela  | 30/Abr/1969          | 4000 ej. |                                   |
| SV66   | José Agustín                | Abolición de la propiedad                                                 | Teatro  | 30/Jun/1969          | 5000 ej. |                                   |
| SV67   | Jorge Ibargüengoitia        | Maten al león                                                             | Novela  | 30/Jul/1969          | 5000 ej. |                                   |
| SV68   | Ezequiel Martínez Estrada   | Leer y escribir                                                           | Ensayo  | 27/Ago/1969          | 4000 ej. |                                   |
| SV69   | Pablo De La Fuente          | El retorno                                                                | Novela  | 30/Ago/1969          | 3150 ej. |                                   |
| SV70   | Salvador Elizondo           | El retrato de Zoe y otras mentiras                                        | Cuento  | 17/Sep/1969          | 5200 ej. |                                   |
| SV71   | Eduardo Rodríguez Solís     | No es la soledad                                                          |         |                      |          |                                   |
| SV72   | Carlos Fuentes              | Cumpleaños                                                                | Novela  | 28/Nov/1969          | 6000 ej. |                                   |
| SV73   | Elena Croce                 | La infancia dorada                                                        | Novela  | 22/Ene/1970          | 3000 ej. |                                   |
| SV74   | Ramón Xirau                 | Octavio Paz: el sentido de la palabra                                     |         |                      |          |                                   |
| SV75   | Victor Serge                | Ciudad ganada                                                             | Novela  | 30/Mar/1970          | 4000 ej. |                                   |
| SV76   | Juan Tovar                  | La muchacha en el balcón o la presencia del general retirado              |         |                      |          |                                   |
| SV77   | Sergio Galindo              | Nudo                                                                      | Novela  | 14/Ago/1970          | 3000 ej. |                                   |
| SV78   | Ulises Carrión              | De Alemania                                                               |         |                      |          |                                   |
| SV79   | Carlos Fuentes              | El tuerto es rey                                                          | Teatro  |                      |          |                                   |
| SV80   | Emilio Carballido           | El sol                                                                    | Novela  | 26/Oct/1970          | 4000 ej. |                                   |
| SV81   | Ezra Pound                  | El arte de la poesía                                                      |         |                      |          |                                   |
| SV82   | Gerardo de la Torre         | Ensayo general                                                            | Novela  | 29/Oct/1970          | 4000 ej. |                                   |
| SV83   | André Pieyre de Mandiargues | El margen                                                                 | Novela  | 30/Oct/1970          | 5000 ej. |                                   |
| SV84   | Vicente Leñero              | Los albañiles                                                             | Teatro  | 2/Nov/1970           | 6000 ej. |                                   |
| SV85   | Juan García Ponce           | La vida perdurable                                                        |         |                      |          |                                   |
| SV86   | Carlos E. Zavaleta          | Niebla cerrada                                                            |         |                      |          |                                   |
| SV87   | Carlos Solórzano            | Las celdas                                                                | Novela  | 15/Ene/1971          | 3000 ej. |                                   |
| SV88   | Miguel Barbachano Ponce     | Los desterrados del limbo                                                 | Novela  | 26/Feb/1971          | 3000 ej. |                                   |
| SV89   | Rosario Castellanos         | Álbum de familia                                                          | Relato  | 26/Mar/1971          | 4000 ej. |                                   |
| SV90   | Ricardo Garibay             | Casa que arde de noche                                                    | Novela  | 30/Maz/1971          | 4000 ej. |                                   |
| SV91   | Homero Aridjis              | Mirandola dormir                                                          |         |                      |          |                                   |
| SV92   | Augusto Monterroso          | Obras completas y otros cuentos                                           | Cuento  |                      |          |                                   |
| SV93   | Jorge Eduardo Eielson       | El cuerpo de Giulia-no                                                    | Novela  | 23/Ago/1971          | 3000 ej. |                                   |
| SV94   | Vicente Leñero              | El juicio                                                                 | Teatro  | 1/Feb/ 1972          | 5000 ej. |                                   |
| SV95   | Juan Carlos Ghiano          | De traidores y finados                                                    | Novela  | 8 de mayo de 1972    | 3000 ej. |                                   |
| SV96   | Rodolfo Usigli              | ¡Buenos días, señor presidente!                                           | Teatro  | 21/Jul/1972          | 3000 ej. |                                   |
| SV97   | José Emilio Pacheco         | El principio del placer                                                   | Cuento  | 27/Oct/1972          | 4000 ej. |                                   |
| SV98   | Angelina Muñiz-Huberman     | Morada interior                                                           |         |                      |          |                                   |
| SV99   | José Agustín                | Se esta haciendo tarde (final en laguna)                                  | Novela  | 25/Ene/1973          | 5000 ej. |                                   |
| SV100  | Julieta Campos              | Función de la novela                                                      | Ensayo  | 12/Feb/1973          | 3000 ej. |                                   |
| SV101  | Luisa Josefina Hernández    | Los trovadores                                                            |         |                      |          |                                   |
| SV102  | Gerardo de la Torre         | El vengador                                                               | Cuento  | 12 de mayo de 1973   | 3500 ej. |                                   |
| SV103  | Vicente Leñero              | Redil de ovejas                                                           | Novela  | 31/Jul/1973          | 4000 ej. |                                   |
| SV104  | René Avilés Fabila          | La desaparición de Hollywood y otras sugerencias para principiar un libro | Cuento  | 17/Ago/1973          | 3000 ej. |                                   |
| SV105  | Carletto Tibón              | Los pitipititos                                                           | Novela  | 17/Ago/1973          | 3000 ej. |                                   |
| SV106  | Juan García Ponce           | Unión                                                                     |         |                      |          |                                   |
| SV107  | Maruxa Vilalta              | El otro día, la muerte                                                    |         |                      |          |                                   |
| SV108  | Héctor Gally                | El agua en los arroyos                                                    | Cuento  | 4/Abr/1974           | 2000 ej. |                                   |
| SV109  | Óscar Mata                  | Palabras                                                                  | Cuento  | 17/Abr/1974          | 2000 ej. |                                   |
| SV110  | José Agustín                | Círculo vicioso                                                           | Teatro  |                      |          |                                   |
| SV111  | Juan Gil-Albert             | Valentín                                                                  |         |                      |          |                                   |
| SV112  | Sergio Galindo              | ¡Oh, hermoso mundo!                                                       |         |                      |          |                                   |
| SV113  | Carletto Tibón              | Los tatarabuelos                                                          | Novela  | 35/Jun/1975          | 3000 ej. |                                   |
| SV114  | Edmundo Desnoes             | Memorias del subdesarrollo                                                | Novela  | 6/Ago/1975           | 3000 ej. |                                   |
| SV115  | César Fernández Moreno      | La vuelta de Franz Moreno                                                 | Novela  | 22/Jul/1975          | 3000 ej. |                                   |
| SV116  | Eraclio Zepeda              | Asalto nocturno                                                           | Cuento  | 14/Ago/1975          | 3000 ej. |                                   |
| SV117  | Jorge Portilla              | Los murmullos                                                             | Novela  | 3/Sep/1975           | 3000 ej. |                                   |
| SV118  | Parménides García Saldaña   | Mediodía                                                                  |         |                      |          |                                   |
| SV119  | Humberto Guzmán             | Manuscrito anónimo llamado consigna idiota                                | Novela  | 15/Oct/1975          | 3000 ej. |                                   |
| SV120  | Sergio Ramírez              | Charles Atlas también muere                                               | Cuento  | 14/Abr/1976          | 3000 ej. |                                   |
| SV121  | Guadalupe Dueñas            | No moriré del todo                                                        | Cuento  |                      |          |                                   |
| SV122  | Poli Délano                 | Dos lagartos en una botella                                               | Cuento  | 12/Ago/1976          | 3000 ej. |                                   |
| SV123  | Antonio Delgado             | La hora de los unicornios                                                 | Cuento  | 8/Sep/1976           | 3000 ej. |                                   |
| SV124  | Joaquín Bestard             | Viejo cocodrilo, ¡llora!                                                  | Novela  | 29/Oct/1976          | 3000 ej. |                                   |
| SV125  | Miguel Álvarez Gaxiola      | Las cruzas                                                                |         |                      |          |                                   |
| SV126  | Maruxa Vilalta              | Nada como el piso 16                                                      | Teatro  | 27 de mayo de 1977   | 3000 ej. |                                   |
| SV127  | Angelina Muñiz-Huberman     | Tierra adentro                                                            |         |                      |          |                                   |
| SV128  | Aniceto Aramoni             | Alí el maldito                                                            | Novela  | 30 de mayo de 1977   | 3000 ej. |                                   |
| SV129  | Luis R. Moya                | El aguacero                                                               | Novela  | 13/Ago/1977          | 3000 ej. |                                   |
| SV130  | Carlos Elizondo Alcaraz     | Los Ángeles llegaron a Sodoma                                             | Novela  | 5/Sep/1977           | 3000 ej. |                                   |
| SV131  | Carlos Solórzano            | Teatro breve                                                              | Teatro  | 6/Oct/1977           | 3000 ej. |                                   |
| SV132  | Ignacio Betancourt          | De cómo Guadalupe bajo la montaña y todo lo demás                         | Cuento  | 31/Oct/1977          | 3000 ej. |                                   |
| SV133  | Esther Seligson             | Luz de dos                                                                |         |                      |          |                                   |
| SV134  | Emiliano González           | Los sueños de la bella durmiente                                          | Cuento  | 14/Sep/1978          | 3000 ej. |                                   |
| SV135  | Jorge Ibargüengoitia        | El atentado                                                               | Teatro  |                      |          |                                   |
| SV136  | Alberto Huerta              | Ojalá estuvieras aquí                                                     | Cuento  | 17/Nov/1978          | 3000 ej. | Premio Nacional de cuento, 1977   |
| SV137  | Adriana Yáñez               | El movimiento surrealista                                                 | Ensayo  | 14/Mar/1979          | 4000 ej. |                                   |
| SV138  | Arturo Arias                | Después de las bombas                                                     | Novela  | 29/Ago/1979          | 3000 ej. |                                   |
| SV139  | Luis González de Alba       | Y sigo siendo sola                                                        | Novela  | 25/Oct/1979          | 4000 ej. |                                   |
| SV140  | Agustín Monsreal            | Los ángeles enfermos                                                      | Cuento  | 19/Nov/1979          | 3000 ej. |                                   |
| SV141  | Jesús Gardea                | Septiembre y otros días                                                   | Cuento  | 8/Feb/1980           | 3000 ej. | Premio Xavier Villaurrutia, 1980. |
| SV142  | Vicente Leñero              | La mudanza                                                                | Teatro  | 29 de mayo de 1980   | 5000 ej. |                                   |
| SV143  | Daniel Leyva                | ¿ABECDerio o ABeCeDamo?                                                   |         |                      |          |                                   |
| SV144  | Juan Villoro                | La noche navegable                                                        | Cuento  | 3/Sep/1980           | 3000 ej. |                                   |
| SV145  | Gerardo María Toussaint     | Fábrica de conciencias descompuestas                                      | Cuento  | 19/Nov/1980          | 3000 ej. | Premio Nacional de cuento, 1979   |
| SV146  | Uwe Frisch Guajardo         | Alcestes                                                                  | Teatro  | 28/Nov/1980          | 3000 ej. | Premio Magda Donato, 1980         |
| SV147  | Raúl Dorra                  | La canción de Eleonora                                                    | Novela  | 30/Ene/1981          | 3000 ej. |                                   |
| SV148  | Tomás Segovia               | Personajes mirando una nube                                               | Cuento  | 20/Mar/1981          | 3000 ej. |                                   |
| SV149  | Teresa Aveleyra Sadowska    | Crónica del viaje futuro                                                  | Cuento  | 26/Ago/1981          | 3000 ej. |                                   |
| SV150  | Hernán Lara Zavala          | De Zitilchén                                                              | Cuento  | 29/Sep/1981          | 3000 ej. |                                   |
| SV151  | Marco Antonio Campos        | Que la carne es hierba                                                    | Novela  | 30/Abr/1982          | 3000 ej. |                                   |
| SV152  | Federico Reyes Heroles      | Ante los ojos de Desirée                                                  | Novela  | 25/Ene/1983          | 3000 ej. |                                   |
| SV153  | Jesús Gardea                | El Tornavoz                                                               |         |                      |          |                                   |
| SV154  | Homero Aridjis              | Espectáculo del año 2000                                                  |         |                      |          |                                   |
| SV155  | Roberto Bravo               | No es como usted dice                                                     |         |                      |          |                                   |
- Datos: Q19886417